# Паххеоя
Паххеоя — река в России, протекает по территории Калевальского района Карелии. Длина реки — 10 км.
Река берёт начало в болоте на высоте выше 214,6 м над уровнем моря (выше озера Раххелампи). 
Река в общей сложности имеет десять малых притоков суммарной длиной 13 км.
Имеет левый приток, вытекающий из озера Таккаярви.
Устье реки находится в 37 км по левому берегу реки Ухты.

## Данные водного реестра
По данным государственного водного реестра России относится к Баренцево-Беломорскому бассейновому округу, водохозяйственный участок реки — Кемь от истока до Юшкозерского гидроузла, включая озёра Верхнее, Среднее и Нижнее Куйто. Речной бассейн реки — бассейны рек Кольского полуострова и Карелии, впадает в Белое море.
Код объекта в государственном водном реестре — 02020000812102000003526.